# Mnet
Mnet (Music network) is een Zuid-Koreaanse betaalzender. De zender zendt live optredens, muziekprogramma's, realityseries en talentenjachten uit. Mnet kwam in opspraak toen bleek dat de stemresultaten bij verschillende programma's waarin K-popgroepen (zoals Twice) gevormd werden, vervalst waren. De Mnet vote manipulation investigation was overal in de Zuid-Koreaanse media, waar bekend was dat de door de Produce Series gevormde groepen I.O.I, Wanna One, Iz*One en X1 en de door Idol School gevormde groep Fromis_9 waren gemanipuleerd. Er was dan ook veel ophef over de series I-LAND en Girls Planet 999, die werden uitgezonden, na de bekendmaking van de manipulatie.
Lijst van televisiekanalen in Zuid-Korea